# Niklas Köck
Niklas Köck, né le 1er février 1992, est un skieur alpin autrichien.

## Biographie
Il est actif à partir de la saison 2007-2008.
En février 2013, il obtient son premier podium en Coupe d'Europe au super G de Sarntal, tandis qu'il est quatrième aux Championnats du monde junior dans cette même discipline. En décembre 2017, il signe sa première victoire en Coupe d'Europe à Reiteralm au super G.
En Coupe du monde, il est 22e pour sa première course en 2016 à Kitzbühel. Il revient dans les points en décembre 2017 à Val Gardena, où il est onzième du super G. Il est stoppé net dans sa saison deux semaines plus tard, lorsqu'il se rompt les ligaments croisés.

## Palmarès

### Coupe du monde
- Meilleur classement général : 112e en 2018.
- Meilleur résultat : 11e.

#### Différents classements en Coupe du monde
| Saison/Classement | Général | Général | Descente | Descente | Super G | Super G | Combiné | Combiné |
| Saison/Classement | Class.  | Points  | Class.   | Points   | Class.  | Points  | Class.  | Points  |
| ----------------- | ------- | ------- | -------- | -------- | ------- | ------- | ------- | ------- |
| 2016              | 139e    | 9       | -        | -        | -       | -       | 38e     | 9       |
| 2018              | 112e    | 24      | -        | -        | 34e     | 24      | -       | -       |

### Coupe d'Europe
- 6e du classement général en 2017.
- 1 victoire (1 en super G).